# Носова съгласна
Носовите съгласни са група съгласни звукове, които се учленяват при пълна оклузия на устната кухина, като вместо това въздухът преминава през носа.
Седемте основни носови съгласни звукове, разпознавани от Международната фонетична азбука са:
- звучна двубърнена носова съгласна [m]
- звучна устнено-зъбна носова съгласна [ɱ]
- звучна венечна носова съгласна [n]
- звучна ретрофлексна носова съгласна [ɳ]
- звучна небна носова съгласна [ɲ]
- звучна заднонебна носова съгласна [ŋ]
- звучна мъжечна носова съгласна [ɴ]